# Texas Tom
Texas Tom è un film del 1950 diretto da William Hanna e Joseph Barbera. È il quarantanovesimo cortometraggio della serie Tom & Jerry, distribuito l'11 marzo del 1950 dalla Metro-Goldwyn-Mayer.

## Trama
In Texas Tom maltratta Jerry con un lazo, quando arriva una bella gattina. Tom stesso le canta una serenata, sotto la melodia di una chitarra e di un disco. Jerry però inizia a divertirsi con il velocizzatore e il rallentatore del giradischi, e Tom gli dà una chitarrata in testa. Furioso, Jerry lancia un marchiatore a fuoco incandescente sul sedere di Tom che, sobbalzando dal dolore, finisce in una fontana e allevia il bruciore. In preda alla rabbia, Tom tenta di acchiappare Jerry con il lazo, ma il topo, quando viene preso, lega l'estremità del lazo sul corno di un toro. Convinto di aver catturato Jerry, Tom tira il lazo, finendo per staccare il corno del toro. Nonostante Tom cerchi di scusarsi con il toro, quest'ultimo lo carica e tenta di spazzarlo via. Dopo tanta resistenza, alla fine Tom si rassegna al peggio e viene proiettato in aria dal toro, finendo svenuto davanti agli occhi della bella gattina, che subito dopo viene baciata e salutata da Jerry, il quale si allontana nel tramonto cavalcando Tom rinvenuto.